# صادق أدامس
صادق أدامس (بالإنجليزية: Sadick Adams)‏ (1 يناير 1990 بأكرا في غانا - ) هو لاعب كرة قدم غاني في مركز الهجوم. شارك مع منتخب غانا تحت 17 سنة لكرة القدم ومنتخب غانا تحت 20 سنة لكرة القدم ومنتخب غانا تحت 23 سنة لكرة القدم. أما مع النوادي، فقد لعب مع أتلتيكو مدريد ب وأشانتي غولد والنجم الرياضي الساحلي ونادي الأنصار ونادي الفيحاء ونادي النهضة ونادي بيريكوم تشيلسي ونادي فويفودينا.

## وصلات خارجية
- صادق أدامس على موقع الاتحاد الدولي (مؤرشف)  (الإنجليزية)
- صادق أدامس على موقع قاعدة بيانات كرة القدم.إي يو (الإنجليزية)
- صادق أدامس على موقع Soccerway.com (الإنجليزية)